# 동정오룡
동정오룡(凍頂烏龍)은 타이완의 동정산에서 생산되는 차로, 우이 산에서 나는 무이암차, 푸젠성 안계의 철관음, 광둥성의 봉황단종과 함께 대표적인 우롱차로 꼽히고 있다.

## 재배지
타이완의 동정산(凍頂山)은 봉황산의 지맥 중의 하나로, 해발 700m 이상이며, 월평균 기온 20도 이상의 고온이다. 이곳은 날씨가 따듯함에도 불구하고 안개가 많고, 비가 자주 내리고, 산세가 가파르기 때문에, 동정(凍頂)이라는 이름이 붙었다.

## 특성
동정오룡은 약발효를 시켰기 때문에 은은한 꽃향기가 나며, 향기가 진하고, 강렬하며, 중후한 맛이 난다. 외관은 차 잎은 진록색이면서, 회백색의 반점이 섞여있고 둥글게 잘 뭉쳐져 있다. 차 잎을 시들게 하여 발효시키고 비벼서 건조시킨 상태로 만든다.

## 같이 보기
- 우롱차
- 무이암차
- 철관음
- 중국의 명차